# Броненосни крайцери тип „Касуга“
Касуга (на японски: 春日型装甲巡洋艦) са серия броненосни крайцери на Японския имперски флот. Те са развитие на броненосните крайцери „Джузепе Гарибалди“. Според друга версия са от втората серия на този тип крайцери) и са строени от фирма „Ансалдо“ за флота на Италия, но по време на строежа са купени от Аржентина. Впоследствие са препродадени на Япония, която от своя страна търси усилване на флота си, готвейки се за предстоящата война с Русия.

## Конструкция
Корабите са конструирани от Едуардо Масдеа, а самият проект е хибрид на крайцер и броненосец. Скоростта от 20 възела била по-ниска отколкото на тогавашните крайцери, но самите кораби са доста по-тежко бронирани и въоръжени от събратята си.
Отделните единици в оригиналния проект са с различно въоръжение, като „Касуга“ и „Ниссин“ не правят изключение от правилото. „Касуга“ има едно 254 mm оръдие в кула на носа и две 203 mm оръдия в една кула на кърмата. „Ниссин“ има две двуоръдейни кули – по едно на носа и на кърмата с 203 mm оръдия за главен калибър.

## История на службата
Двата кораба са най-новите броненосни крайцери на Япония към началото на Руско-японската война и вземат най-активно участие в нея, включително в Цушимското сражение и сражението в Жълто море. Впоследствие участват в Първата световна война, а в 1922 г. са превърнати в учебни кораби и частично разоръжени, в изпълнение на договореностите на Вашингтонската конференция от 1922. „Касуга“ е потопен след бомбардировка на 18 юли 1945 година, а „Ниссин“ е потопен като мишена през 1936 година.

## Представители на проекта
| Име           | Заложен      | Спуснат на вода  | Влязъл в строй | Съдба |
| ------------- | ------------ | ---------------- | -------------- | --- |
| „Касуга“ 春日 | 10 март 1902 | 22 октомври 1902 | 7 януари 1904  | Учебен кораб от 1922 г., потопен след бомбардировка на 18 юли 1945 г., изваден и предаден за скрап през 1948 г. |
| „Ниссин“ 日進 | 29 март 1902 | 9 февруари 1903  | 7 януари 1904  | Учебен кораб от 1922 г., потопен като кораб-мишена през 1936 г.                                                 |